# عزالدین حسینی
عزالدین حسینی (زادهٔ ۲۹ رمضان ۱۳۴۰ / ۴ خرداد ۱۳۰۱ / ۲۶ مه ۱۹۲۲ در بانه – درگذشتهٔ ۲۱ بهمن ۱۳۸۹ در سوئد) از رهبران و شخصیت‌های دینی و سیاسی کرد بود. او مدت ۳۰ سال در مدارس علوم دینی در کردستان ایران به تدریس مشغول بوده‌است و فعالیت رسمی سیاسی خود را از دوران عضویت در جمعیت احیای کرد (کومله ژ. ک) در سال ۱۳۲۲ شمسی آغاز کرده‌است. او در کردستان به ماموستا (به معنای استاد) نیز مشهور است.

## زندگی
در سال ۱۳۱۷ هنگامی که طلبه بود، برای ادامهٔ تحصیل به یکی از آبادی‌های اطراف سردشت رفت. سال ۱۳۲۱ به منطقهٔ بوکان آمد و در سال ۱۳۲۲ با نام مستعار «هوین» به عضویت کومله ژ. ک؛ یعنی سازمان احیای کردستان درآمد. در سال ۱۳۳۲ طرف‌دار حرکت مصدق بود و به پشتیبانی از آن فعالیت می‌کرد. در سال‌های ۱۳۴۶ و ۱۳۴۷ در مهاباد با کمیتهٔ انقلابی حزب دمکرات کردستان همکاری می‌کرد.
در جریان انقلاب ایران در سال ۱۳۵۷ رهبری قیام و تظاهرات را علیه رژیم شاه در مناطق کردستان و استان آذربایجان غربی به عهده داشت.[نیازمند منبع] در جریان اوایل پیروزی انقلاب کوشش زیادی کرد تا مسئلهٔ کردستان به شیوهٔ صلح‌آمیز به نتیجه برسد.[نیازمند منبع] او بارها با رهبران حکومت دیدار و گفتگو کرد. در همان سال ۱۳۵۸ در قم با روح‌الله خمینی ملاقات کرد و در تهران با مهدی بازرگان نخست‌وزیر و مقامات دیگر حکومتی به مذاکره پرداخت. پس از انقلاب با حکومت جمهوری اسلامی به مخالفت پرداخت. او در ۲۳ اوت ۱۹۷۹ جنگ کردستان را اعلام کرد.
خانوادهٔ شیخ عزالدین در شهر بانه سکونت داشتند. پدرش شیخ صالح از سادات برزنجه بود و با شیخ محمود برزنجی رهبر جنبش کردستان عراق مرتبط بود.
ماموستا شیخ عزالدین حسینی امام جمعه مهاباد تا پیش از انقلاب، از علمای اهل تسنن بود که پس از انقلاب با جریان حزب دمکرات با گرایش ناسیونالیستی و کومله با دیدگاهی چپ، رابطه‌ای نزدیک داشت. وی که دارای دیدگاه مترقی و خواهان جدایی دین از دولت بود، یکی از اعضای هیئت رهبران کرد در مذاکره با جمهوری اسلامی برای کسب خودمختاری کردستان بود. ماموستا شیخ عزالدین حسینی، معتقد بود، بعضی از احکام قرآن تابع شرایط زمان و مکان است، و نمی‌توان قوانین ۱۴۰۰ سال پیش را در وضعیت امروزی جاری کرد.

## مرگ
شیخ عزالدین سرانجام در شبانگاه پنجشنبه ۲۱ بهمن ۱۳۸۹ / ۱۰ فوریهٔ ۲۰۱۱ میلادی در ۸۸ سالگی در بیمارستان آکادیمسکا در شهر اوپسالای سوئد درگذشت.